# Ваткин, Роман Семёнович
Роман Семёнович Ваткин (бел. Раман Сямёнавіч Ваткін; 1925—1998) — советский спортсмен, тренер и спортивный организатор; Заслуженный тренер Белорусской ССР (1962), Заслуженный тренер СССР (1973), Заслуженный деятель физической культуры Белорусской ССР (1971). Судья всесоюзной категории (1960), судья международной категории (1970).

## Биография
Родился 11 июня 1925 года в Сталине Украинской ССР в семье портного-еврея Семёна Лазаревича Ваткина.
В восьмом классе Роман стал чемпионом Донецкой области по гимнастике, в беге на 100 метров и прыжках в длину.
Был призван в армию из Семипалатинской области Казахстана в январе 1943 года. Боевое крещение получил под Быховом, на Могилевщине. А затем прошёл всю Великую Отечественную войну, был поваром 187-го отдельного гвардейского батальона связи 103-й гвардейской стрелковой дивизии (позже — 103-й гвардейской воздушно-десантной дивизии); после её окончания остался на сверхсрочной службе в Белорусском военном округе. Награждён орденом Отечественной войны 2-й степени и медалями «За освобождение Варшавы», «За взятие Будапешта», «За взятие Вены» и «За боевые заслуги» (дважды). Окончил службу в звании подполковника в 1976 году.
Продолжил заниматься спортом. Тренировался у Михаила Алексеевича Маркина. В 1948 году стал чемпионом республики по тяжёлой атлетике в лёгком весе, а на чемпионате СССР того же года в Ленинграде занял 3-е место в многоборье среди спортсменов 1-го разряда. Выполнил норматив мастера спорта СССР в 1950 году. Стал десятикратным чемпионом Белоруссии по спортивной гимнастике, был включён в сборную СССР. Участвовал в первой летней Спартакиаде народов СССР 1956 года. На чемпионате СССР 1951 года в Тбилиси белорусы Роман Ваткин и Евгений Ленский впервые выполнили элемент «двойное сальто назад при соскоке с колец».
В 1952 году окончил Белорусский институт физической культуры (ныне Белорусский государственный университет физической культуры). Перешёл на тренерскую деятельность в Спортивном клубе армии и сборной республики. Был старшим тренером сборной команды гимнастов БССР — победителей Спартакиады народов СССР 1975 года в командном первенстве (Владимир Волков, Александр Малеев, Виктор Машов, Николай Недбальский, Владимир Щукин, Ольга Корбут, Лидия Горбик, А. Зеленко, Нина Зеленкова, Антонина Кошель, Светлана Кудинова, Л. Савина, Наталья Хомутова).
В числе его учеников — такие известные спортсмены, как Милигуло и Шварцман (живут в США), Кваша и Богомолов (живут в Израиле), Быковцев и Кацев (работают в Минске). Также его воспитанниками были будущие тренеры — Анатолий Овсяк, Владимир Артемьев, Виктор Дойлидов, Александр Жихаревич и другие.
С 1956 по 1976 год — председатель Федерации гимнастики Белорусской ССР, с 1956 по 1980 год — член президиума Федерации гимнастики СССР. C 1977 по 1979 год ведёт тренерскую работу в Афганистане. С 1980 по 1988 год — начальник отдела гимнастики Комитета по физической культуре и спорту при Совете министров Белорусской ССР, государственный тренер. С 1989 по 1992 год работал в минском СКА. С 1993 года — генеральный секретарь Белорусской ассоциации гимнастики, государственный тренер Министерства спорта и туризма Республики Беларусь (1993—1997).
Работал судьёй на Олимпиаде-80 в Москве и Олимпиаде-96 в Атланте.
Умер 23 июня 1998 года.
В Белоруссии проводится Открытый кубок Республики Беларусь по спортивной гимнастике памяти Романа Ваткина.

### Семья
- Сын — Евгений, тренер по хоккею на траве.
- Сын — Владимир, тренер по спортивной гимнастике.
  - Внучка Валерия, белорусская гимнастка, участница Олимпийских игр в Сиднее 2000 года.